# Rittergut Hohenölsen

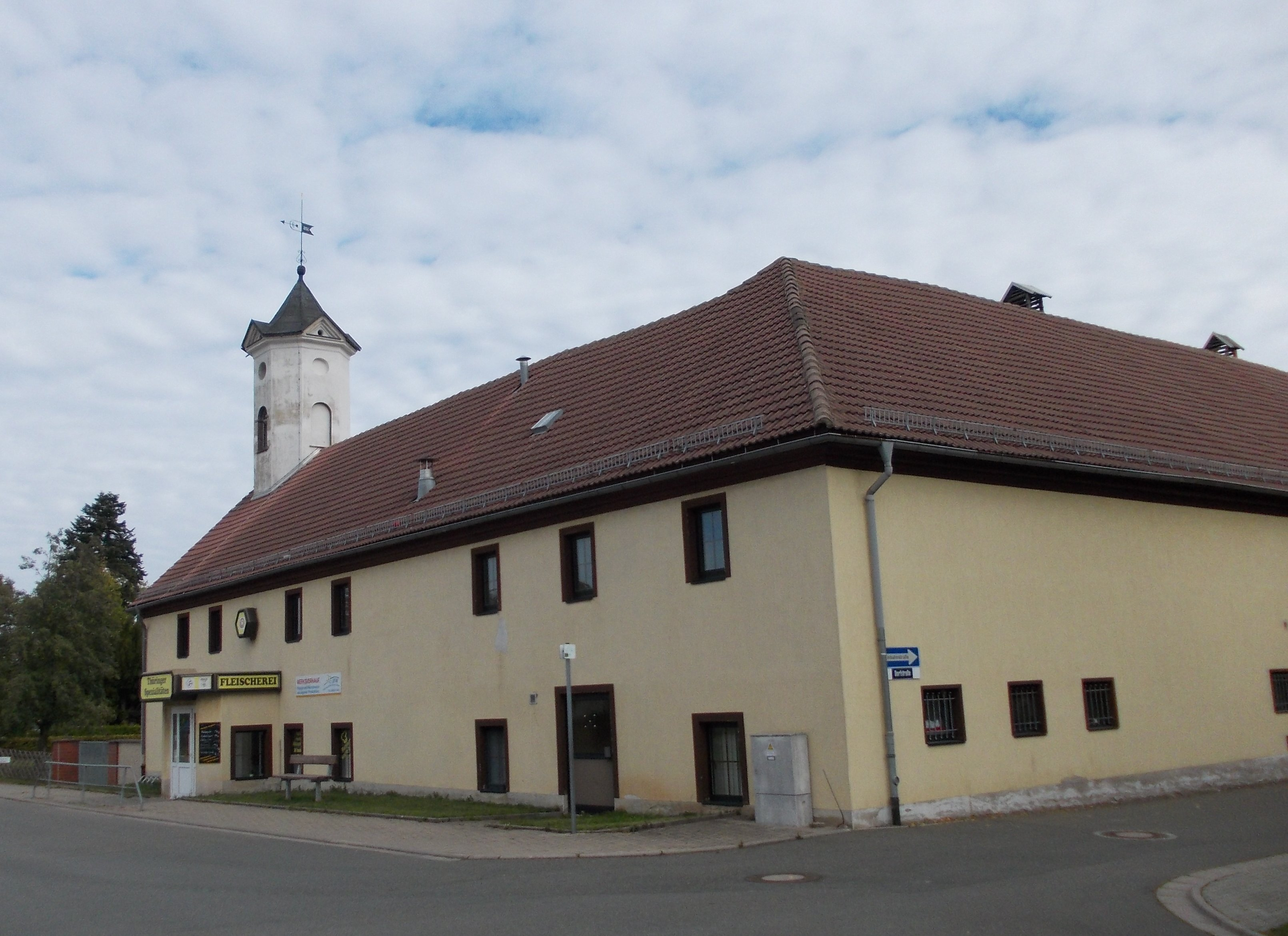
Rittergut Hohenölsen

Das Rittergut Hohenölsen war ein Rittergut in Hohenölsen und bis 1868 Patrimonialgericht in Reuß ältere Linie.

## Geschichte
Das Rittergut Hohenölsen unterlag teils reußischer und teils kursächsischer (seit 1815 sachsen-weimarischer) Landeshoheit.
Das Rittergut Hohenölsen war zunächst im Eigentum der Familie von Witzdorf. Seit 1638 gehörte es der Familie von Raschau und seit 1653 der Familie Pfretscher. Weitere Besitzer waren die Familien Spitznaß (seit 1685), Rietesel (seit 1731), von Watzdorf (seit 1739), von Czettritz (seit 1800) und Linke (seit 1818). Hans Adolf von Spitznas wurde 1699 auf Rittergut Hohenölsen geboren.
Erdmann Völckel senior (1816–1892) erwarb am 28. April 1840 den reußischen Anteil des Rittergutes für 12.600 Taler sowie den sachsen-weimarischen Teil. Am 31. Juli 1883 verkaufte er den reußischen Anteil für 78.000 Reichsmark an seinen Sohn Erdmann Völckel junior (1850–1945), der bereits vorher den sachsen-weimarischen Teil erworben hatte. Zum 16. Oktober 1883 wurde er offiziell mit dem Rittergut belehnt. Am 24. Mai 1918 beantragte Erdmann Völckel junior bei der Landesregierung und der Lehenskurie, den reußschen Anteil für 150.000 Reichsmark an seinen älteren Sohn Erich Otto Völkel übertragen zu können. Der sachsen-weimarischen Teil war für den jüngeren Sohn Edgar Völckel vorgesehen.
Die Akten des Ritterguts wurden 1948 durch das Staatsarchiv Greiz übernommen.

## Patrimonialgericht
Das Rittergut Hohenölsen verfügte als Patrimonialgericht obere Gerichtsbarkeit über die Hälfte des Dorfes Kauern und im Übrigen die Erbgerichtsbarkeit. Die obere Gerichtsbarkeit wurde 1841 an den Staat abgetreten. 1868 erfolgte dies auch in Bezug auf die niedere Gerichtsbarkeit.